# Catedral basílica de Nuestra Señora de La Paz
La Catedral Metropolitana Nuestra Señora de La Paz es una basílica menor situada en la Plaza Murillo de la ciudad de La Paz. En Bolivia. Fue construida en el año 1835 con una arquitectura de estilo neoclásico con algunos elementos barrocos. Tiene un interior distribuido en 5 naves. En su construcción y diseño participó el arquitecto Antonio Camponovo.

## Historia
El primer obispo de La Paz, fray Domingo Valderrama, inició la construcción de la iglesia catedral el año 1606 en el predio que estaba situado al lado de la casa de gobierno y que hasta ese momento había albergado el cuartel de la ciudad. La iglesia fue terminada de construir en 1685 y se ultimaron detalles hasta 1692; esa primera construcción fue hecha en piedra, cal y ladrillo. El edificio contaba con 3 naves, dos capillas laterales, dos campanarios y una cúpula.
Esta primera iglesia fue demolida a partir de 1826 debido al hundimiento de su presbiterio y varias rajaduras que amenazaban su desplome. En 1831 el presidente Andrés de Santa Cruz encomendó al padre Manuel Sanauja, oriundo de Moquegua, la construcción de una nueva catedral, las obras se iniciaron el 24 de marzo de 1835; en 1925 fue inaugurada en el marco del primer centenario de la fundación de la república de Bolivia, si bien ese año se inauguró, su ornamentación interior todavía continuó hasta 1932. En 1989, se inauguraron sus dos torres laterales, coincidiendo este acto con la visita del Papa Juan Pablo II.

## Estructura

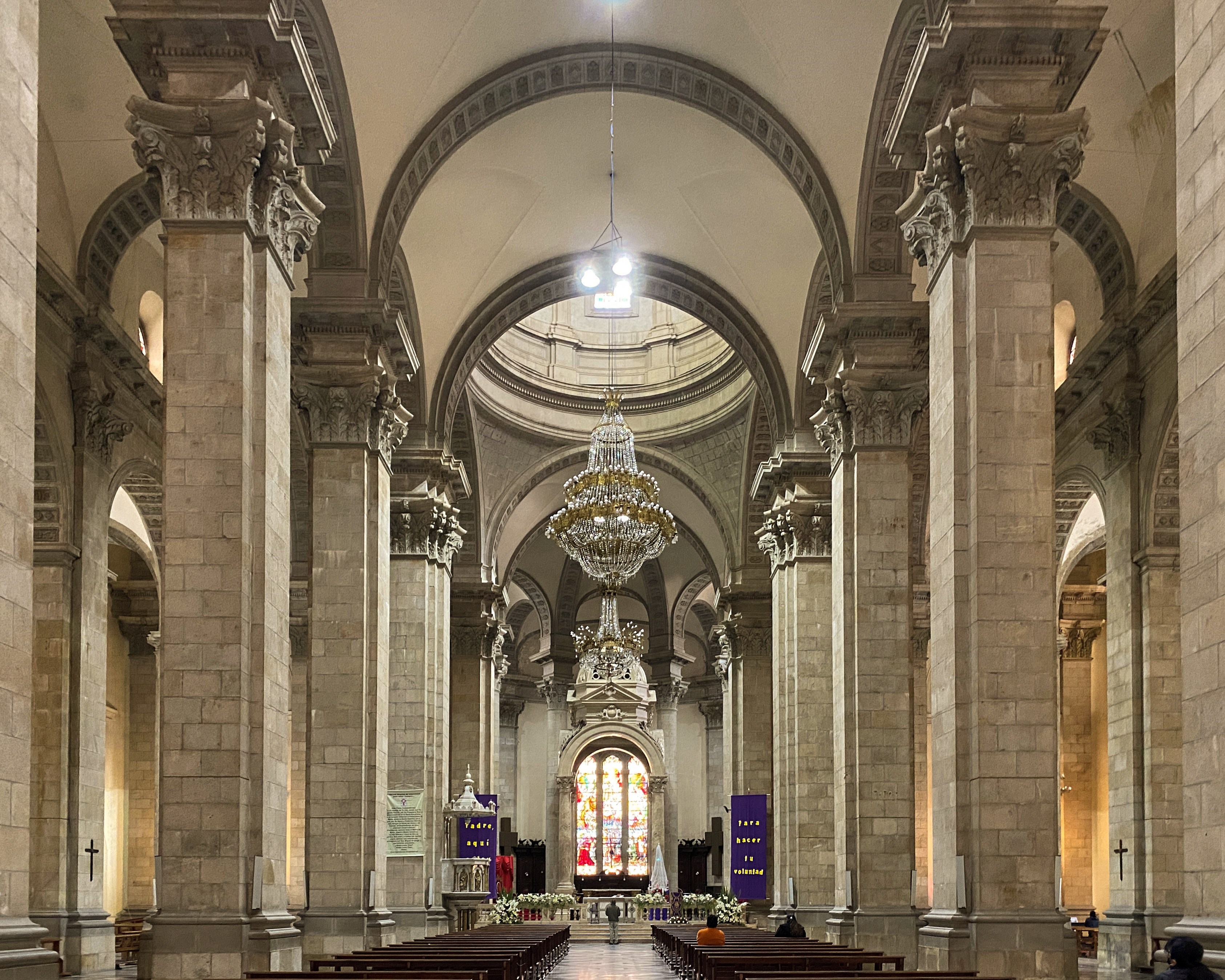
Nave de la catedral

Presenta una fachada de dos cuerpos, cinco naves con una puerta de ingreso para cada una. La puerta central y la ventana  están flanqueadas por 3 columnas corintias en cada lado. Su fachada presenta varias columnas corintias y ornamentos de reminiscencia greco-romana. Destaca una gran cúpula metálica, y dos pequeñas cúpulas, también de metal, que coronan las torres.
El altar principal, la escalinata y la base del coro se realizaron con mármol traído desde Italia,  estos presentan altorrelieves e incrustaciones en bronce.
En el subsuelo las criptas son de grandes dimensiones, ocupando dos hectáreas, actualmente gran parte de las criptas están sepultadas con arena.
En el costado izquierdo existe una capilla donde se guardan los restos del Mariscal Andrés de Santa Cruz, el supremo protector de la Confederación Perú-Boliviana.
La catedral cuenta con un museo de arte sacro.

## Colecciones
El museo posee una importante colección de obras de arte de diferentes épocas:

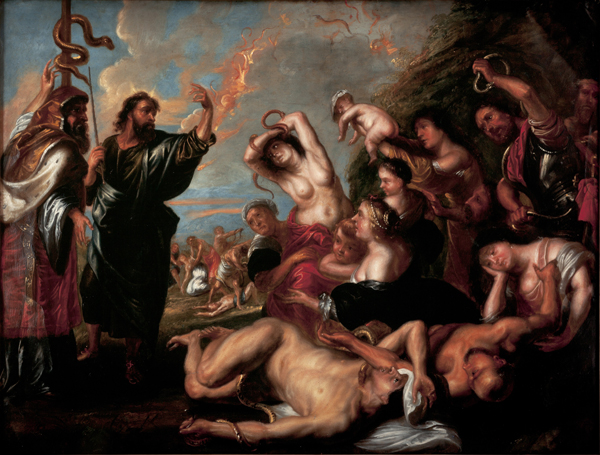
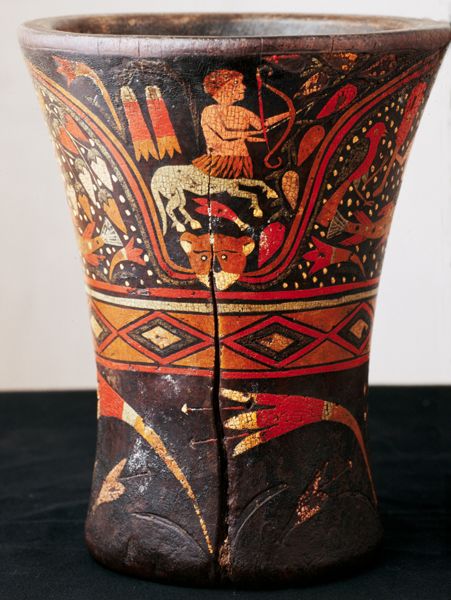
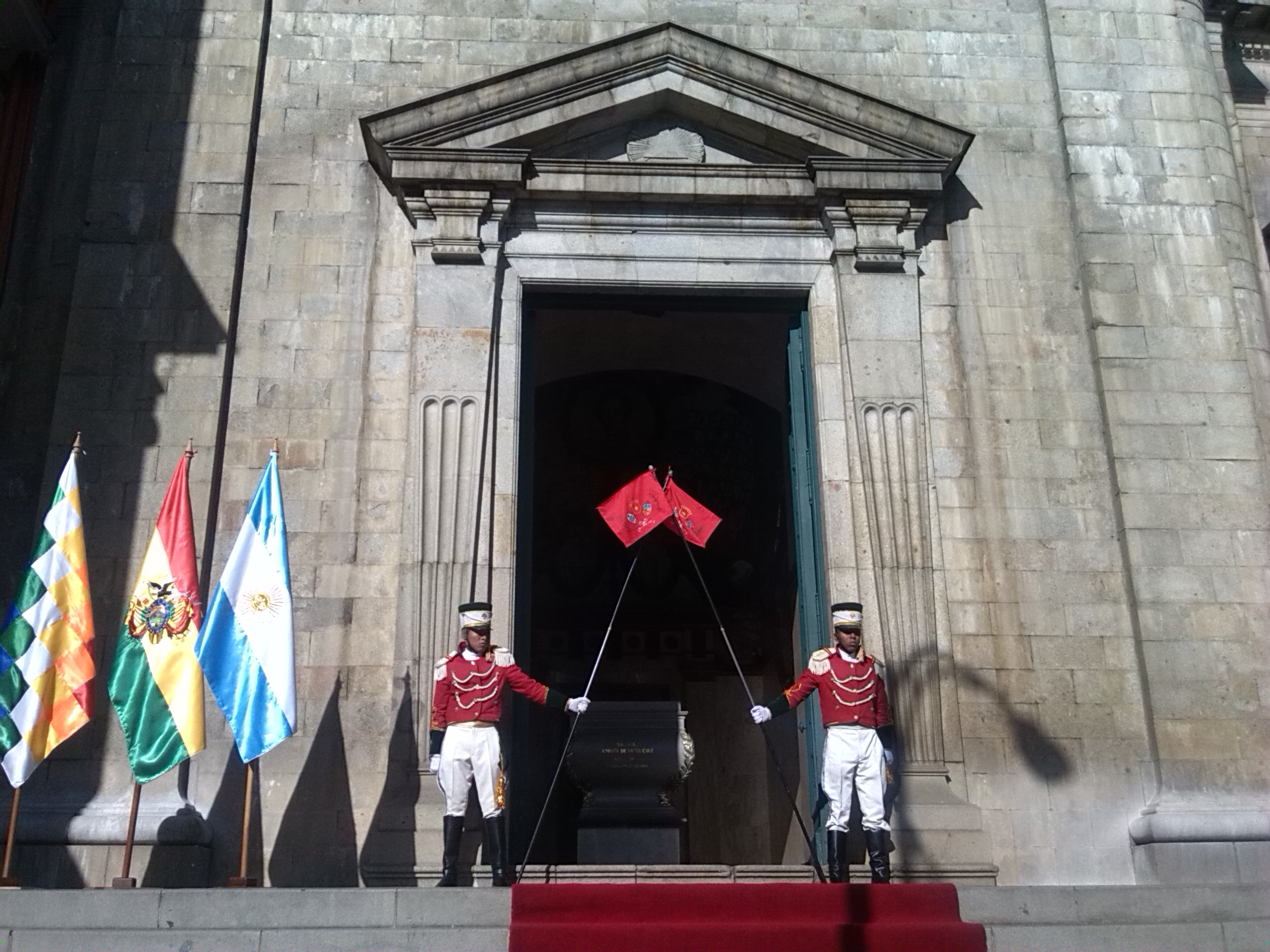
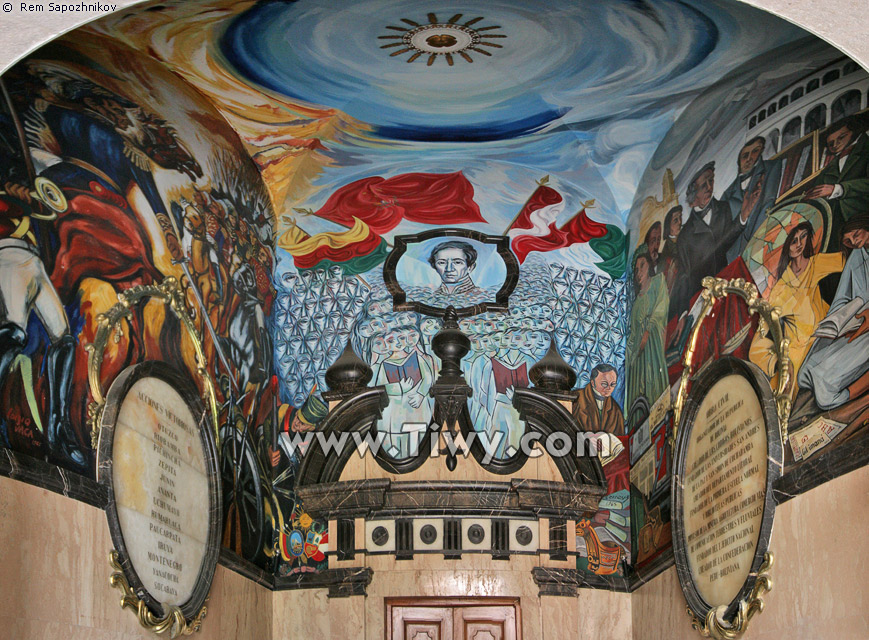